# عبد الرحمن الطرباق
عبد الرحمن بن عبدالله الطرباق (1331 هـ - 1395 هـ)، عالم وداعية سعودي، وله جهود في القضاء، وله بعض الطلاب درسوا علي يده وله جهود كبيرة بنشر التوحيد في منطقة جازان وهدم القبور المشيد عليها ومساوتها بالأرض، كما كان يحارب الكثير من الشركيات والاعتقادات الباطلة، وكان يحمي طلابة عند محاربة بعض الشركيات بالمنطقة.

## ولادته ونشأته:-
ولد عبد الرحمن بن عبدالله الطرباق آل أبو عليان لأسرة الطرباق من آل أبو عليان  في مدينة بريدة، سنة 1331 هـ / 1912 م، وفيها تعلم القرآن الكريم ومبادئ القراءة والكتابة ، وتعلم على يد عمر بن محمد بن سليم ، وأخيه عبد الله بن سليم ، ولازمهم حتى توفيا ، ثم على يد عبد الله بن حميد في الفقه الحنبلي وغيرهم، وللشيخ عدد ثلاث ابناء الابن الاكبر هو عبدالعزيز بن عبدالرحمن وهو يسكن الرياض وتقاعد وهو محافظ الوجة بمنطقة تبوك، ومحمد بن عبدالرحمن يسكن الرياض وهو ضابط متقاعد، وعبدالله بن عبدالرحمن يسكن الرياض.

## شيوخه:-
- عُمَر بن مُحَمَد بن سَلِيم ، في العقائد والأصول والحديث.
- عبدُ اللهِ بنُ مُحَمّد بنُ سَليم ، قرأ عليه مرة أخرى
- عبدُ العزيزِ بنُ إبراهيمَ العَبَادي، قرأ عليه في الفقه والنحو
- عَبدُ اللهِ بنُ محمّد بنِ حُمَيد ، قرأ عليه في الفقهِ الحنبلي .

## أعماله:-

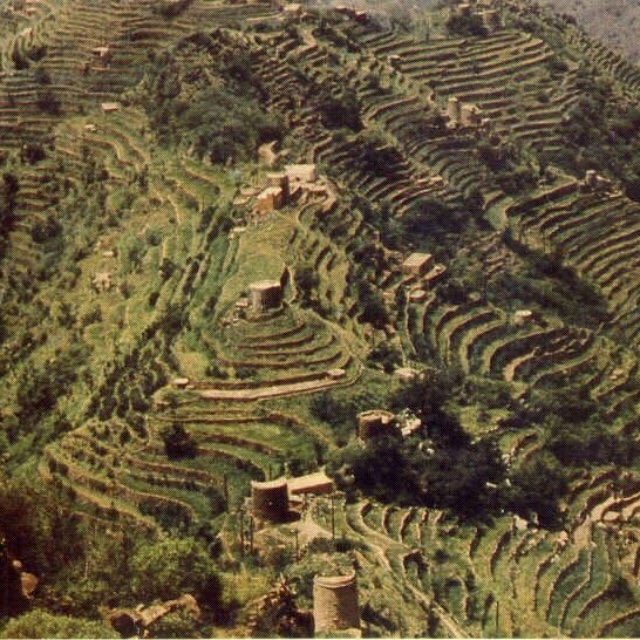
صورة مدينة فيفاء والتي هي في قَضاءِ جَيزَان ، وهذِهِ الصُورة في عَامِ ١٣٩٨ هـ

عُين إماماً في صبيا عام 1358 هـ ، وقد أرسله شيخه عُمر بن سليم للدعوة و الإرشاد و الوعظ ، وعُين في فيفا عام 1359 هـ، ثم في نهاية 1366 هـ ، نُقِل إلى محكَمَةِ العارضة ، وفي عام 1371 هـ نُقِلَ إلى عفيف ثم مَحكَمة عروى ، أيضاً في عام 1373 هـ، ولكنه نُقِلَ إلى جيزان ، وبالتحديد ، في منطقة أبي عريش ، ثم بعد القضاء نُقِلَ إلى وادي فاطمة ثم إلى الجموم.

## طُلَابُهُ:-
- عَليُ بنُ قاسمِ الفِيفِي [1]
- وغيرُهُم.

## وفاتُه:-
تُوفي في الجموم وهو على رأسِ عمله سنة 1395 هـ / 1975 م.